# Louis Viardot
Louis Viardot, (Dijo (Borgonya-Franc Comtat), 31 de juliol, 1800 - París 5 de maig, 1883) va ser un escriptor, crític d'art i traductor francès.

## Biografia
Louis Viardot era fill de l'advocat Louis Viardot (1762-1807), president del Consell General de Côte-d'Or. Als 18 anys, va deixar Dijon per estudiar dret a París, i va treballar com a advocat fins al 1821. Entre 1823 i 1824, durant les campanyes militars franceses a Espanya, va anar per primera vegada a Sevilla. A la seva tornada, col·laborà amb diversos diaris, com "Le Globe" (a partir del 1828), on es vinculà amb Pierre Leroux, però també amb "Le National" (del 1830 al 1836) i "Le Siècle" (des del 1836). El 1837 esdevingué secretari del Comitè Radical.
El 1838 esdevingué director del Théâtre desItaliens. Però va abandonar aquest càrrec després del seu matrimoni amb Pauline Viardot de soltera Pauline Garcia (1821-1910) el 1840, per dedicar-se a la carrera de la seva dona i seguir-la en les seves gires per Europa i fins a Rússia.
El 1841, Viardot va fundar amb Pierre Leroux i George Sand l'"Independent Review", una revista amb “esperit democràtic de tendència socialitzadora i republicana”. El 1842, va acompanyar la seva dona en la seva gira per Espanya. Es va embarcar en un estudi sobre el museu de Madrid per a la "Revue Indépendante" (1843). Entre 1843 i 1844 viatjà a Viena, Rússia (1843-1846 després 1852-1853) i a Alemanya a partir de 1846. S'allotjà a Baden del 1863 al 1870 i tornà definitivament a França el 1871.
El 1848, Louis Viardot es va presentar com a diputat del departament de Seine-et-Marne, amb el suport de Francesc Aragó.
Apassionat de la literatura i de l'art, i apassionat d'Espanya, va traduir Cervantes (Don Quixot, Les Nouvelles exemplaires) al francès. Louis Viardot conserva un paper important en el “descobriment” de la pintura espanyola del Segle d'Or i la difusió del coneixement a França sobre aquest tema. La seva redacció de la història de l'art espanyol s'explica per un cert nombre de factors, molt lligats al seu entorn intel·lectual i a les seves opinions polítiques: concepció de la història de l'art segons fases històriques precises (a la manera dels saint-simoniacs), paral·lelisme entre història política i social i història artística i literària, determinismes, classificació en escoles, vincle entre la vida dels pintors i el seu “estil” (Vélasquez, Murillo, Ribera, Alonzo Cano, Zurbaran), exposat en vides cultes d'artistes (Avisos sobre els principals pintors d'Espanya, obra que serveix de text per als gravats de la Galeria Aguado, París, Gavard, 1839), la difusió de coneixements i imatges d'obres mestres a través de guies de museus europeus.

També va traduir autors russos (Nikolai Gógol i Aleksandr Puixkin) col·laborant amb Ivan Turguénev i va contribuir a donar a conèixer la literatura russa a França, tot i que no coneixia l'idioma: 
| « | Fet a Sant Petersburg, aquesta obra no pertany a mi amics que van tenir l'amabilitat de dictar-me el text original en francès. No vaig fer res més que retocar les paraules i les frases; i si l'estil és en part meu, el significat és només d'ells. | » |

(Pròleg a la col·lecció de Notícies russes de Nikolai Gógol, Paulin, 1845.)
Louis Viardot també coneix el pensament socialista emergent i les doctrines que hi estan vinculades, en particular la branca “dissident” del pensament santimonià, de la qual és representant el seu amic Pierre Leroux. Viardot forma part realment del seu temps per la seva adhesió als corrents de pensament ambiental.

## Obra
- Museu de Madrid, extracte de la Revista Republicana: revista de doctrines y intereses democráticos, data invàlida (desembre

bre 1834), llegit en línia [arxiu] sobre Gallica.
- Escenes de moral àrab: Espanya, segle x, Paulin, París, 1834, llegit en línia [arxiu] sobre Gallica.
- Estudis sobre la història de les institucions, la literatura, el teatre i les belles arts a Espanya, París, Paulin, 1835, llegit en línia a Gallica. Edició espanyola, Logronyo, disponible a Internet Archive.
- Avisos sobre els principals pintors d'Espanya, París, Gavard i Paulin, 1839, disponible [arxiu] a Internet Archive.
- Sobre els orígens tradicionals de la pintura moderna a Itàlia, París, Paulin, 1840, reeditat l'any 1842, al capdamunt dels “Museus d'Itàlia”, i repetida en edicions posteriors d'aquesta obra.
- Els museus d'Itàlia, guia i record per a l'artista i el viatger, París, Paulin, 1842, disponible [arxiu] a Internet Archive.
- Els museus d'Espanya, Anglaterra i Bèlgica, guia i record per a l'artista i el viatger, París, Paulin, 1843, disponible [arxiu] a Internet Archive.
- Els museus d'Alemanya i Rússia, guia i record per a l'artista i el viatger, París, Paulin, 1844, llegit en línia [arxiu] a Gallica.
- Memòries de caça a Europa, París, Paulin, 1846; París, Paulin & Le Chevalier, 1849, 2a ed. augmentat en 5 capítols, disponible [arxiu] a Internet Archive; 1853, 5a ed., Librairie de L. Hachette et Cie, llegit en línia [arxiu] sobre Gallica; 1854, 6a ed.; 1859, 7a ed. que conté 3 nous capítols. Reeditat per Pigmalió l'any 1985 sota el títol: Memòries de caça de tot Europa, (ISBN 2857041942 i 978-2857041948).
- Als votants ciutadans del departament de Seine-et-Marne, París, 20 de març de 1848, (prospecte polític), llegiu en línia [arxiu] sobre Gallica.
- Els Museus d'Europa. Guia i record per a l'artista i el viatger, 5 volums,
  - Museus d'Itàlia, París, Hachette, 1852, disponible [arxiu] a Internet Archive, reeditat. 1855, disponible [arxiu] a Internet Archive, 1859, llegit en línia [arxiu] a Gallica.
  - Museus d'Espanya, París, Hachette, 1852, llegit en línia [arxiu] sobre Gallica, canya. 1855, 1860, llegit en línia [arxiu] sobre Gallica.
  - Museus d'Alemanya, París, Hachette, 1852, llegit en línia [arxiu] sobre Gallica, canya. 1855, 1860, disponible a Internet Archive, 1886.
  - Museus d'Anglaterra, Bèlgica, Holanda i Rússia, París, Hachette, 1852, disponible a Internet Archive, reeditat. 1855, 1860, llegit en línia [arxiu] sobre Gallica.
  - Museus de França. París, París, Maison, 1855, llegit en línia a Gallica; Hachette, 1860, 2a ed. revisat i augmentat molt.
- Espanya i Belles Arts, mescles, París, Librairie de L. Hachette et Cie, 1866, llegit en línia [arxiu] sobre Gallica.
- Els jesuïtes jutjats per reis, bisbes i el papa […], seguits de: Història de Dmitri; estudi de la situació dels serfs a Rússia, Pagnerre, París, 1857, disponible a Internet Archive.
- Apologie d'un incredule, París, Lacroix, 1868, disponible [arxiu] a Internet Archive; transl. Anglès, 1869, disponible a Internet Archive.
- Les meravelles de la pintura, París, Librairie Hachette et Cie, coll. “La biblioteca de les meravelles”, 1868-69, llegit en línia a Gallica, (nombroses reedicions, 1875, disponible a Internet Archive, 1877, disponible a Internet Archive); Traducció a l'anglès, 1870, disponible a Internet Archive; traducció al castellà, 1873-74; traducció a l'italià, 1875.
- Les meravelles de l'escultura, Librairie Hachette et Cie, coll. «La biblioteca de les meravelles», París, 1869 (nombroses reedicions, 1878, llegit en línia [arxiu] sobre Gallica la 4e el 1886); transl. esp. 1872.
- Examen lliure [versió molt ampliada de l'Apologia, supra], París, 1871; reedicions 1872, disponible [arxiu] a Internet Archive, 1874, 1877, 1881, 1907.
- Ciència i consciència, Llibreria de la Biblioteca Democràtica, 1873, disponible [arxiu] a Internet Archive, reeditat. 1875, llegit en línia [arxiu] sobre Gallica.

## Traduccions
L'enginyós hidalgo Don Quixot de la Manxa
- - Amb vinyetes de Tony Johannot, J.-J Dubochet et Cie, Librairie Paulin, París, 1836-1837, primer volum [arxiu] sobre Gallica, segon volum [arxiu] sobre Gallica.
  - Reeditat en un volum per la mateixa editorial el 1845 llegit en línia [arxiu] sobre Gallica, després per V. Lecou el 1853.
  - Amb dibuixos de Gustave Doré gravats per Héliodore Pisan, Librairie de L. Hachette et Cie, París, 1869, primer volum [arxiu] sobre Gallica, segon volum [arxiu] sobre Gallica.
  - Nombroses reedicions posteriors, incloent-hi [arxiu] digital a la Biblioteca Electrònica del Quebec.
- Novel·les de Miguel de Cervantes Saavedra,
  - J.-J Dubochet et Cie, París, 1838, primer volum [arxiu] a Google Books, segon volum [arxiu] a Internet Archive.
  - Reissues Librairie de L. Hachette et Cie, París, 1858, disponible [arxiu] a Internet Archive, 1867, llegit en línia [arxiu] a Gallica, 1871.
- Contes russos de Nicolas Gogol, Paulin, París, 1845, llegits en línia [arxiu] sobre Gallica; reedició Librairie de L. Hachette et Cie, París, 1853, disponible [arxiu] a Internet Archive
- La filla del capità, d'A. Pouschkine, Librairie de L. Hachette et Cie, París, 1853, llegit en línia [arxiu] sobre Gallica, canya. 1854, 1879, 1895, Librairie Hachette et Cie, París, 1901, llegit en línia [arxiu] a Gallica.
- Escenes de la vida russa de M.-I. Tourguéneff [sic], Segona sèrie, Librairie Hachette et Cie, París, 1858, ; canya. 1887, 1901, llegit en línia [arxiu] sobre Gallica.

## Retrat
- Louis Viardot (octubre de 1847), dibuix del seu germà Léon Viardot dedicat a la seva cunyada, Museu de la Vida Romàntica.